# Dashcam
Dashcam eller dash cam (bilkamera) er det engelsksprogede udtryk for et overvågnings-apparat, som optager videobilleder gennem forruden i biler.
I takt med at prisen på apparaterne er nedadgående og billedkvaliteten opadgående, bliver dashcams mere og mere populære.
Dashcam-optagelser går under populær-begrebet undervågning og kan ses som billistens bevis i en eventuel retssag, som modsvar mod overvågnings-billeder.
Bilkameraer er designet til  at konstant optage video på flytbar hukommelse som SD kort. Når kortet er fyldt overskrives det automatisk men avancerede funktioner som G-sensor forhindre overskrivelse af data hvor bilen kunne være udsat for en hændelse.
Dashcams bruges i dag ofte til at bevise overfor forsikringen samt politiet, hvem der var skyld i en given trafikulykke. 
I mange europæriske lande er det lovligt at køre med Dashcam, man må dog ikke optage personer direkte eller dele video af nummerplader offentligt. I Portugal er det ulovligt at benytte Dashcam.
Særligt udbredte er dashcams i lande, hvor politi-korruption og forsikrings-unddragelse er udbredt.
Omfanget af udbredelsen af dashcams er dokumenteret ved nedstyrtningen af Tjeljabinsk-meteoren 15. februar 2013 og nedstyrtningen af TransAsia Airways Flight 235 4. februar 2015, i henholdsvis Rusland og Taiwan.